# 緑町 (堺市)
緑町（みどりちょう）は、大阪府堺市堺区にある地名。2020年5月現在の行政地名は緑町一丁から緑町四丁。住居表示は未実施。

## 地理
堺区の北部に位置する。東は松屋町、南は三宝町、西は築港八幡町、北は松屋大和川通に接する。東から順に一丁～四丁がある。

## 歴史

### 沿革
1956年（昭和31年）から1 - 6丁、1961年（昭和36年）から1 - 4丁がある。
- 1929年（昭和4年）、堺市三宝村大字松屋の一部より成立。
- 1945年（昭和20年）、一部が三宝町1 - 9丁・松屋町1 - 2丁となる。
- 1956年（昭和31年）、松屋大和川通1 - 13丁・鶴松町1 - 6丁・北生島町1 - 6丁・中生島町1 - 7丁の各一部を編入。一部が三宝町1 - 10丁となる。
- 1961年（昭和36年）、一部を築港八幡町に編入[6]。
- 2006年（平成18年）、堺市が政令指定都市に移行し、行政区を設置。緑町は堺区の所属となる。

## 世帯数と人口
2024年（令和6年）3月31日現在の世帯数と人口は以下の通りである。
| 丁             | 世帯数  | 人口  |
| -------------- | ------- | ----- |
| 緑町一丁       | 143世帯 | 282人 |
| 緑町二丁・三丁 | 177世帯 | 309人 |
| 緑町四丁       | 0世帯   | 0人   |
| 計             | 320世帯 | 591人 |

### 人口の変遷
国勢調査による人口の推移。
| 1995年（平成7年）  | 1,031人 | [ 7 ]  |  |
| 2000年（平成12年） | 966人   | [ 8 ]  |  |
| 2005年（平成17年） | 823人   | [ 9 ]  |  |
| 2010年（平成22年） | 719人   | [ 10 ] |  |
| 2015年（平成27年） | 696人   | [ 11 ] |  |
| 2020年（令和2年）  | 671人   | [ 12 ] |  |

### 世帯数の変遷
国勢調査による世帯数の推移。
| 1995年（平成7年）  | 404世帯 | [ 7 ]  |  |
| 2000年（平成12年） | 411世帯 | [ 8 ]  |  |
| 2005年（平成17年） | 346世帯 | [ 9 ]  |  |
| 2010年（平成22年） | 307世帯 | [ 10 ] |  |
| 2015年（平成27年） | 315世帯 | [ 11 ] |  |
| 2020年（令和2年）  | 369世帯 | [ 12 ] |  |

## 学区
市立小・中学校に通う場合、学区は以下の通りとなる。
| 丁       | 番地 | 小学校           | 中学校           |
| -------- | ---- | ---------------- | ---------------- |
| 緑町一丁 | 全域 | 堺市立三宝小学校 | 堺市立月州中学校 |
| 緑町二丁 | 全域 | 堺市立三宝小学校 | 堺市立月州中学校 |
| 緑町三丁 | 全域 | 堺市立三宝小学校 | 堺市立月州中学校 |
| 緑町四丁 | 全域 | 堺市立三宝小学校 | 堺市立月州中学校 |

## 事業所
2021年（令和3年）現在の経済センサス調査による事業所数と従業員数は以下の通りである。
| 丁       | 事業所数 | 従業員数 |
| -------- | -------- | -------- |
| 緑町一丁 | 10事業所 | 117人    |
| 緑町二丁 | 15事業所 | 164人    |
| 緑町三丁 | 10事業所 | 214人    |
| 緑町四丁 | 3事業所  | 1,177人  |
| 計       | 38事業所 | 1,672人  |

## 交通

### 道路
- 大阪府道29号大阪臨海線

## 施設
- みどり幼児園

## 郵便
- 郵便番号：590-0907[3]（集配局：堺郵便局[15]）。